# Limnius muelleri
Limnius muelleri là một loài bọ cánh cứng trong họ Elmidae. Loài này được Erichson miêu tả khoa học năm 1847.